# Франция на «Евровидении-1992»
Франция принимала участие в тридцать седьмом выпуске телевизионного конкурса Евровидение-1992, который состоялся 9 мая в Мальмё, Швеция. Страну представлял певец мартиникского происхождения Кали с песней Monté la riviè ("Вверх по реке"), написанной им самим на слова Реми Белленшомбре и исполненной на мартиникском креольском языке. Это был первый случай, когда французская заявка на Евровидении исполнялась на языке, отличном от французского. По итогам голосования он занял восьмое место из 23, набрав 73 очка. Тем не менее, Monté la riviè стала предшественницей французской заявки на Евровидение-1993 Mama Corsica в исполнении Патрика Фьори. Конкурс был показан на канале Antenne 2 с комментариями Тьерри Беккаро. Глашатаем от Франции был Лоран Ромейко.

## Предыстория
К моменту своего участия на Евровидении-1992 Франция уже принимала участие в конкурсе 35 раз с момента организации первого выпуска в 1956 году, как одна из семи оригинальных стран. На счету Франции имелось пять побед: в 1958 году с песней Dors, mon amour в исполнении Андре Клаво; в 1960 году с песней Tom Pillibi в исполнении Жаклин Буайе; в 1962 году с песней Un premier amour в исполнении Изабель Обре; в 1969 году в четверной ничье с песней Un jour, un enfant в исполнении Фриды Боккара и в 1977 году с песней L'Oiseau et l'Enfant в исполнении Мари Мириам. Франция не принимала участия только дважды: в 1974 и 1982 годах. В 1991 году певица Амина с песней  C'est le dernier qui a parlé qui a raison заняла второе место, набрав 146 очков, но уступив победу шведской конкурсантке Кароле Хакквист в результате разрешения ничьи.
Телеканал Antenne 2 отвечает за организацию и выбор французской заявки на Евровидение. С 1988 года вещатель выбирал заявку на конкурс путём внутреннего отбора. Последние два года, когда Франция показала лучшие результаты было принято решение о применении данного типа отбора и в 1992 году.

## До «Евровидения»

### Внутренний отбор
В ходе этого отбора был выбран певец и автор песен Кали, родом с острова Мартиника, с номером Monte la rivie, песней на мартиникском креольском языке, региональном языке, который является креольским с французской лексической базой с частью на французском языке. Впервые песня, представляющая Францию на Евровидении, исполняется не на французском языке. Ранее Кали планировал представить Францию на Евровидение-1983 с песней Je vous oublie, но занял на национальном отборе только 13-е место, уступив борьбу участнику Евровидение-1970 Ги Бонне, поехавшему на конкурс во второй раз.

### Композиция
В песне говорится о том, что слушатель «едет по реке», что в конечном итоге оказывается метафорой того, что река — это «река любви, река жизни», и слушателю говорят, что «Однажды ты увидишь исток реки». Таким образом, в текстах говорится о необходимости найти мир и любовь в мире.
Музыка, также написанная исполнителем, часто описывается как вдохновленная звуками Гаити, но также отсылает к звукам синтезатора, который в то время пользовался все большей популярностью на соревнованиях.

## На «Евровидении»
В Мальмё Кали выступал под номером 6, между Грецией и Швецией. Песня, находящаяся на стыке жанров world music и регги, пропитанная тёплым карибским звучанием, оказала на жюри поляризующий эффект. Половина участвующих стран присудила Франции свои очки, а другая половина и вовсе оставила Францию без каких-либо очков. По итогам голосования страна заняла восьмое место из 23, набрав 73 очка, включая максимальные 12 очков от Израиля и Швейцарии. 12 очков французское жюри присудило Италии. Дирижёром оркестра во время исполнения французской заявки был Магди Васко Новеррас.

### Голосование
| Очки      | Страна                          |
| --------- | ------------------------------- |
| 12 баллов | - Израиль - Швейцария           |
| 10 баллов | - Норвегия                      |
| 8 баллов  |                                 |
| 7 баллов  | - Финляндия                     |
| 6 баллов  | - Испания - Италия - Нидерланды |
| 5 баллов  | - Ирландия                      |
| 4 балла   |                                 |
| 3 балла   | - Германия - Кипр - Турция      |
| 2 балла   |                                 |
| 1 балл    |                                 |

| Очки      | Страна         |
| --------- | -------------- |
| 12 баллов | Италия         |
| 10 баллов | Великобритания |
| 8 баллов  | Израиль        |
| 7 баллов  | Греция         |
| 6 баллов  | Испания        |
| 5 баллов  | Югославия      |
| 4 балла   | Нидерланды     |
| 3 балла   | Бельгия        |
| 2 балла   | Кипр           |
| 1 балл    | Швеция         |